# HEC Paris
HEC Paris (l'École des hautes études commerciales de Paris) este o Școală Europeană de Business cu multiple campusuri în locații precum: Paris, Jouy-en-Josas și Doha. Înființată în 1881.
HEC a fost plasată pe locul 2 în rândul Școlilor europene de business, în 2015, potrivit clasamentului realizat de Financial Times. De asemenea, programul său Executive MBA ocupă  locul 3 în lume.
Programele sale sunt triplu acreditate internațional prin AMBA, EQUIS și AACSB. Scoala de business se remarca prin absolvenți de renume în afaceri și politică precum: Hughes de Chavagnac (diplomat francez), Rachida Dati (politician francez) și Paul Reynaud (politician și avocat francez). HEC primește premii AMBA, Equis și AACSB, făcând Franța țara cu cel mai mare număr de școli de afaceri acreditate, alături de Anglia.
Școala oferă mai multe cursuri, inclusiv un Executive Master Inovare și Antreprenoriat în parteneriat cu Coursera. 100% online, își propune să formeze directori seniori specializați în aceste două domenii în 18 luni. A fost deschis în martie 2017.
Costurile anuale de participare la cursuri depind de nivelul de educație și variază de la 20.000 EUR la 40.000 EUR pentru o diplomă de master și pot ajunge până la 80.000 EUR pentru un MBA.
Școala are propria fundație.

## Istorie

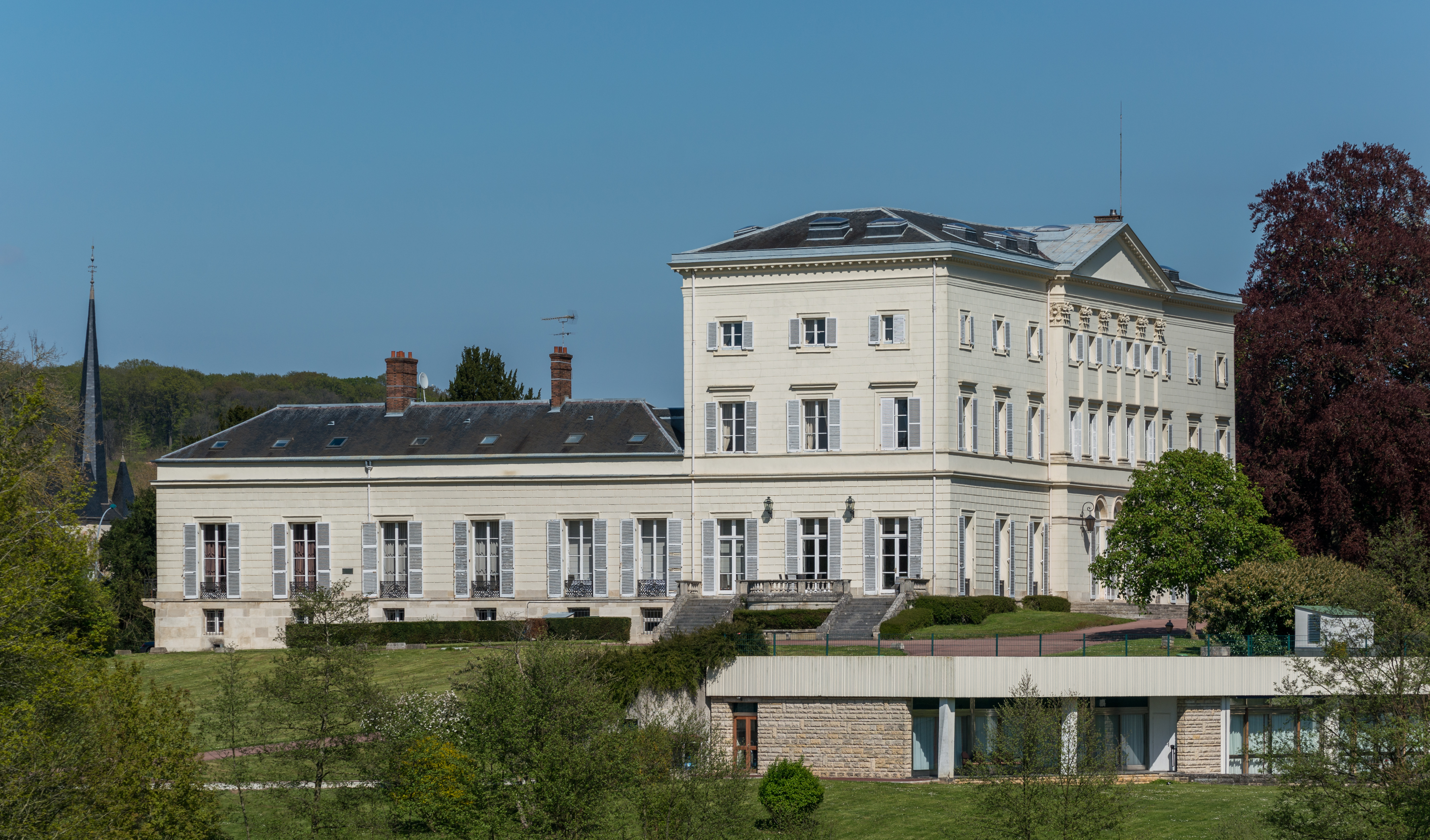
HEC Château din Jouy-en-Josas, dedicat educației executive

Fondată în 1881 de Gustave Emmanuel Roy, președintele Camerei de Comerț din Paris (CCIP), cu 57 de studenți în prima sa clasă, École des hautes études Commerciales de Paris (HEC) a fost axată pe domeniile managementului și comerțului, École centrale de Paris pe domeniul tehnologiei.
În 1921, școala a introdus metoda bazată pe cazuri de la Harvard Business School, dar majoritatea orelor au rămas teoretice. În 1938, programul HEC a fost extins la 3 ani.
Datorită cererii companiilor franceze de formare în management în stil nord-american, metoda bazată pe caz a devenit larg răspândită la sfârșitul anilor 1950 și a fost creată o clasă pregătitoare de un an pentru pregătirea examenului de admitere, făcându-l mai dificil. Ca urmare, doar 9% dintre studenții HEC au urmat studii universitare în 1959, în timp ce în 1929 47% o făcuseră.
În 1964, președintele francez Charles de Gaulle a deschis un nou campus împădurit de 250 de acri (1,0 km²) în Jouy-en-Josas. În 1967, HEC și-a lansat programele de educație executivă. Femeile sunt admise în HEC din 1973. Doar 27 de femei au fost admise în acel an, iar HEC jeunes filles (HECJF), o altă școală dedicată femeilor, a fost închisă. Studenții săi din trecut sunt considerați absolvenți oficiali ai HEC și includ Édith Cresson, prima femeie prim-ministru a Franței.
Cursul de doctorat a fost creat în 1975, dar până în 1985 doctoranzii au fost nevoiți să-și facă tezele la universitate. În 1985, HEC a primit dreptul de a acorda un doctorat, înainte de ESSEC (2010) și ESCP (2012).
Școala a dezvoltat catedre finanțate de companii (Deloitte, EDF, Toshiba, ...) pentru a multiplica legăturile dintre HEC și companii. Fundația HEC, creată în 1972, are scopul specific de a dezvolta aceste legături și de a finanța școala de către întreprinderi.
Legăturile cu afacerile s-au întărit în anii '90 și acest lucru a dus la o specializare sporită, în 1986 fiind create cursuri de economie și antreprenoriat. Ca o consecință a Big Bang-ului financiar și a exploziei orașului, tot mai mulți absolvenți au plecat să lucreze în Anglia și , în general în străinătate. În 2006, o treime și-a găsit primul loc de muncă în străinătate. În 2015, școala a adoptat o nouă carte legală pentru a permite investitorilor privați să se alăture consiliului.
În 1988, HEC a fondat rețeaua CEMS cu Esade, Universitatea Luigi Bocconi și Universitatea din Köln.
La 1 iulie 2008, HEC Paris sa alăturat ParisTech și apoi Universitatea Paris-Saclay în calitate de fondatori. Campusul universitar Jouy-en-Josas, din departamentul Yvelines, este situat în partea de nord a hub-ului tehnologic Paris-Saclay, care reunește un sfert din cercetarea publică franceză. HEC Paris face parte din rețeaua școlilor superioare de afaceri (ESC) din regiunea Paris Île-de-France, împreună cu ESSEC și ESCP Business School.
În 2016, școala a adoptat un nou statut juridic, devenind un parteneriat public-privat (École consulaire sau CESE), finanțat în mare parte de Camera Publică de Comerț din Paris.
În 2017, HEC a lansat un portofoliu de noi programe de studii duale numite M2M cu Yale School of Management, Universitatea de Știință și Tehnologie din Hong Kong și Fundația Getulio Vargas.
În același an, în martie, școala a lansat programul de Executive Master în inovare și antreprenoriat în parteneriat cu Coursera.
Pe 15 septembrie 2020, școala a înființat centrul de cercetare Inteligența artificială Hi! PARIS împreună cu Institut polytechnique de Paris.
În octombrie 2023, școala a anunțat crearea diplomei de licență în date, societate și organizații în colaborare cu Universitatea Luigi Bocconi.

## Reputație și rang sau clasificare
Din 2019, HEC Paris a fost clasată în fiecare an drept cea mai bună școală de afaceri europeană de către Financial Times. Programul său de Master in Strategic Management- ocupă primul loc în clasamentul QS. Gradul său de master în finanțe se clasează în mod regulat pe primele două locuri. Masteratul său în marketing ocupă, de asemenea, primul loc la nivel mondial.

## Program
Licența în Administrarea Afacerilor în Franța este organizată pe trei niveluri care facilitează mobilitatea internațională: Licență, Master și Doctorat. Gradul necesită 180 de credite (bacalaureat + 3); master, 120 credite suplimentare pentru studii superioare (bacalaureat + 5). HEC Paris oferă o diplomă de licență din octombrie 2023; Răvnitul tău PGE (Programme Grande École) se încheie cu obținerea diplomei de Master în Management (MiM). Pe lângă PGE, studenții HEC pot obține și alte diplome de master, precum MBA (bacalaureat + 5) sau doctorat (bacalaureat + 8).

### Bachelor in Data, Society and Organisations
Anunțată în octombrie 2023, școala oferă o Bachelor of Arts în colaborare cu Universitatea Luigi Bocconi. Cu accent pe date, societate și organizații, combină informatica și știința socială. Studenții petrec primele trei semestre în Italia și ultimele trei semestre în Franța în campusul Jouy-en-Josas.

### Programul „Grande école”
Cursurile de la Grande école HEC Paris vă permit să obțineți un Master of Science (MSc) in Management, care este considerat al doilea cel mai bun master în administrarea și managementul afacerilor din lume de către Financial Times. HEC Paris MBA, la rândul său, este considerat cel mai bun din Europa și al treilea cel mai bun din lume de către The Economist.
Acces competiție. Studenții din programul HEC Paris grande école sunt selectați printr-un concurs, considerat unul dintre cei mai selectivi din sistemul de învățământ francez. Posibilitățile de acces sunt:
- Admiterea în primul an: după trei ani de clase pregătitoare, sunt oferite aproximativ 4.000 de candidați 380 de locuri. Nu este propusă nicio listă suplimentară (deci dacă un candidat respinge locul obținut, acel loc rămâne liber și nu este oferit următorului calificat din concurs).
- Admitere în anul II: concursul de admitere directă oferă 50 de locuri pentru aproximativ 1.100 de candidați. Pot participa cei mai buni studenți din universitățile franceze, titulari ai unei diplome de licență.
- Admiteri internaționale: candidații cu o diplomă universitară non-franceză pot intra în HEC dacă sunt selectați de Serviciul de admitere internațională. În plus, studenții de la unele instituții europene de top, precum ESADE spaniolă, Universitatea Elvețiană din St. Gallen sau Universitatea Luigi Bocconi, pot fi admiși direct în ultimul an al programului grande école, conform Dublei Diplome. acord între universități.

HEC Paris a produs mai mulți directori executivi decât orice altă școală de afaceri sau universitate europeană și este chiar înaintea tuturor școlilor de afaceri și universităților din SUA, cu singura excepție a Universității Harvard.

### MSc in International Finance (MIF)
Masterul în Finanțe Internaționale se află pe primul loc la nivel global în programele de pre-experiență (conform clasamentului FT 2022) Primul semestru este dedicat cursurilor de bază și avansate, în timp ce al doilea semestru permite studenților să aleagă între o concentrare de opțiuni. ca o gamă largă de opțiuni libere.
Programul oferă o gamă largă de ateliere și evenimente cu bănci și multinaționale, inclusiv un tur de studiu la Londra, menit să crească oportunitățile de carieră și de networking.
Studenții pot alege dintre (1) specializare Business: conceput pentru studenții cu experiență în afaceri, finanțe sau contabilitate; sau (2) diplomă accelerată: concepută pentru studenții cu experiență într-un domeniu cantitativ, cum ar fi matematica, inginerie, fizică și econometrie.
Specialiștii în afaceri și specializările accelerate au acces la același set de opțiuni în timpul semestrului de primăvară și au aceleași oportunități de carieră la sfârșitul programului. În special, ambele au acces la o specializare în finanțe corporative sau la o minoră în piețele de capital (semestrul de primăvară).
În funcție de alegerile lor, studenții vor avea acces la o gamă specifică de cursuri de bază și opționale. În timp ce primul semestru este dedicat cursurilor de bază și avansate, al doilea semestru permite studenților să aleagă dintr-o concentrație de opțiuni, precum și o mare varietate de opțiuni gratuite.

### 12-24 månader MSc / MS Programas
- MSc Consulting and Coaching for Change (cu Oxford University)
- MSc Innovation and Entrepreneurship (livrat prin Coursera)
- MSc International Finance
- MS/LL.M International Law and Management
- MSc Managerial and Financial Economics
- MSc/MS Marketing
- MSc/MS Media Art and Creation
- MSc Strategic Management
- MSc Sustainability and Social Innovation
- MSc X-HEC Data Science for Business (cu École polytechnique)
- MSc X-HEC Entrepreneurs (cu École polytechnique)

### Master of Business Administration (MBA)
Programul MBA, creat în 1969, are două sesiuni: septembrie și ianuarie. MBA HEC constă dintr-un curriculum de 16 luni, cu 8 luni de cursuri de bază și 8 luni dintr-un program personalizat, care include diverse opțiuni de specializare, programe de schimb și proiecte de lucru pe teren. 250 de studenți, dintre care 90% sunt studenți internaționali, cu peste 52 de naționalități reprezentate în clasa de absolvenți din 2017. Procesul de selecție urmărește un echilibru între rezultatele academice, experiența profesională, expunerea internațională și motivația personală. Cunoașterea limbii franceză nu este o cerință de intrare, dar se recomandă insistent ca participanții să aibă cunoștințe de bază de franceză la începutul programului de MBA, în timp ce cursurile de limbă obligatorii (în timpul primelor două semestre de bază) și opționale sunt oferite pe tot parcursul programului. Programele de schimb și programele de studii duble sunt oferite cu aproximativ 40 de școli internaționale de afaceri partenere, inclusiv Singapore Management University, HKUST, London Business School, Columbia Business School, Wharton și Yale.

### Educație executivă

#### Executive MSc in Innovation and Entrepreneurship
Executive Master Innovation & Entrepreneurship este un program dezvoltat de HEC Paris în colaborare cu Coursera. Programul este 100% online și își propune să formeze manageri specialiști în aceste două domenii în termen de 18 luni. Cursul a fost deschis în martie 2017.

#### Executive MBA
Executive MBA al HEC, care până în 2002 se numea Centre de perfectionnement aux affaires, este un program pentru manageri de nivel înalt cu cel puțin 8 ani de experiență în afaceri, pregătindu-i pentru funcții de management general (experienta medie pentru studenți este de aproximativ 14 ani). Executive MBA este un program cu mai multe locații oferit în Paris (Franța), Beijing (China), Sankt Petersburg (Rusia) și Doha (Qatar). Cursurile sunt împărțite între teorie, studii de caz, proiecte strategice, formare în conducere, campusuri UE și schimburi străine în SUA și Asia. Universitățile conectate la program sunt NYU, UCLA, Babson College din SUA, Universitatea Tsinghua din China și Universitatea Nihon din Japonia. Beneficiază de tripla acreditare a AACSB, AMBA și EQUIS.

#### TRIUM Global Executive MBA
HEC oferă, de asemenea, programul TRIUM Global Executive MBA în colaborare cu New York University Stern School of Business și London School of Economics. Este împărțit în șase module predate în cinci sedii de afaceri internaționale pe parcursul a 16 luni.

### PhD-program
Programul de doctorat HEC Paris în management oferă pregătire pentru cariere în cercetare și mediul academic. Oferă 7 specializări și, de obicei, durează 4-5 ani pentru a finaliza. Specializările oferite sunt contabilitate și control de gestiune, finanțe și știința deciziei, finanțe, sisteme informatice și management al operațiunilor, management și personal, marketing și strategie și politică de afaceri. În decembrie 2020, în program sunt 59 de studenți, reprezentând 18 naționalități. Peste 90% dintre studenți intră într-o carieră academică la finalizare. Toți studenții doctoranzi primesc o scutire de taxă semestrială completă, o bursă de cinci ani pentru cheltuieli de trai și finanțare pentru cercetare.

## Massive Open Online Courses
HEC Paris participă, de asemenea, la noul val de educație la distanță, creându-și propriile cursuri online prin MOOC.
În prezent, există mai multe MOOC-uri disponibile, inclusiv: „Become a changemaker, build a career with purpose and impact” și „Creating and Developing a Tech Startup”.
Disponibili prin Coursera, acestea pot fi combinate pentru a obține un certificat în inovare, antreprenoriat, leadership sau management.

## Activitati de cercetare și antreprenoriat
Pe 15 septembrie 2020, școala a înființat împreună cu Institut polytechnique de Paris centrul de cercetare pentru inteligența artificială Hi! PARIS.
Școala are alte trei centre de cercetare: Society & Organisations Institute, Innovation & Entrepreneurship Institute și GREGHEC (Groupement de Recherche et d'Etudes en Gestion à HEC Paris).
Școala oferă o diplomă în antreprenoriat de mai bine de 40 de ani, odată cu crearea HEC Entrepreneurs în 1977, care astăzi a devenit MSc X-HEC Entrepreneurs, în colaborare cu École polytechnique. De la înființarea HEC Entrepreneurs, absolvenții HEC au creat peste 600 de companii. Între 2004 și 2013, procentul de antreprenori pe clasă a trecut de la 10% la 25%. În 2007, HEC Paris a creat Incubateur HEC Paris, incubatorul său de startup-uri dedicat sprijinirii startup-urilor create de absolvenți. Incubatorul, condus în prezent de Antoine Leprêtre, face parte din campusul Station F din 2017. Din 2017, școala oferă și un master online dedicat acestui subiect.

## Ex-alunni famosi

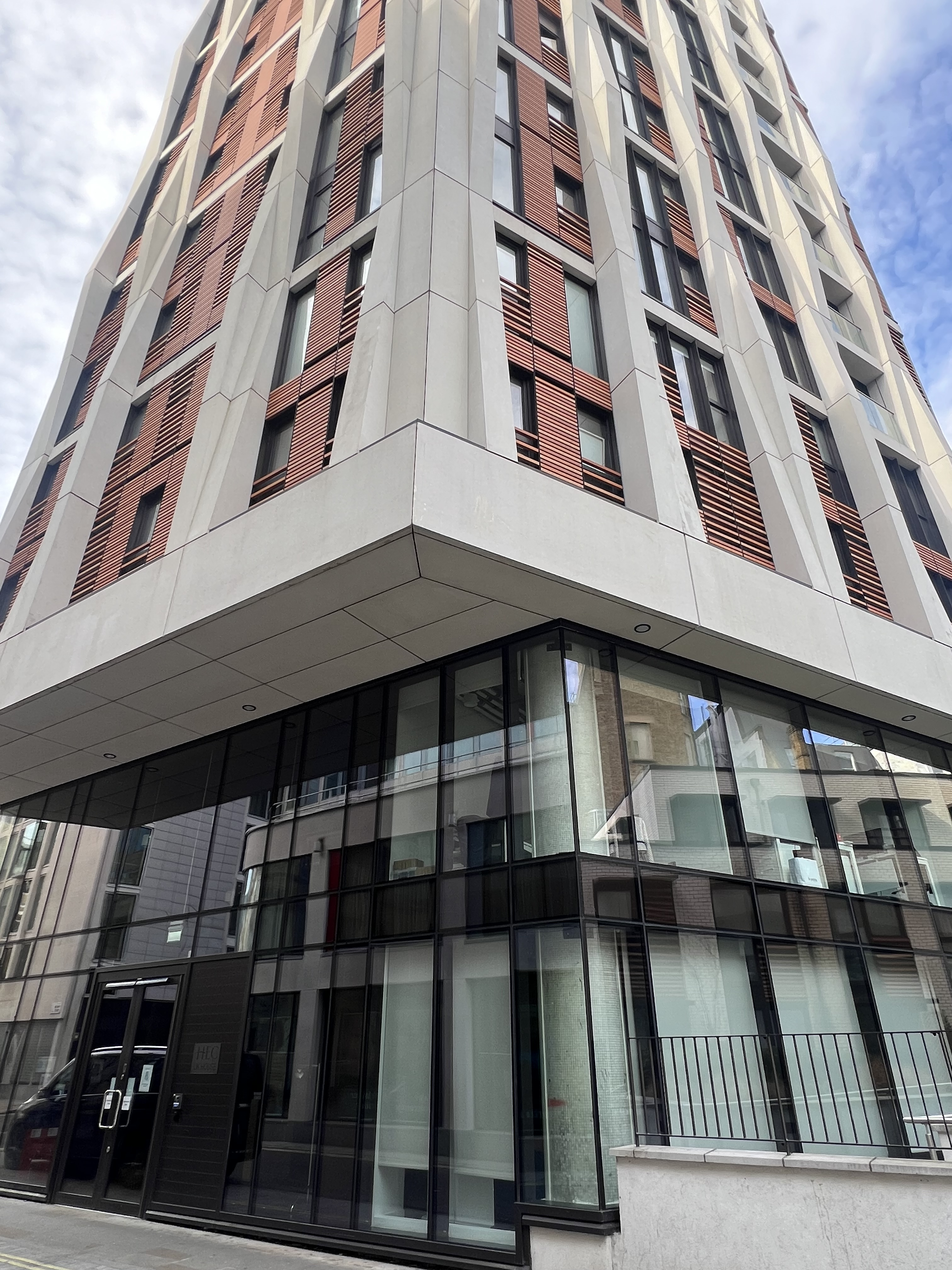
HEC UK House este Londra

- François Hollande, președintele Franței (2012-)
- Édith Cresson, prim-ministru francez (1991-1992)
- Abdoul Mbaye, prim-ministru al Senegalului (2012-)
- Dominique Strauss-Kahn, șeful Fondul Monetar Internațional (2007-2011), ministrul de finanțe al Franței (1997-1999)
- Pascal Lamy, secretar general al Organizația Mondială a Comerțului (2005–)
- Francisco Madero (1873-1913), președintele Mexicului (1911-1913)
- Roland Garros (1888-1918), pilot

## În cultura populară
Instituția apare în multe lucrări Asociația răufăcătorilor, un film din 1987 de Claude Zidi, cu foști studenți.